# Jean Frédéric Krieg
Pour les articles homonymes, voir Krieg (homonymie).
Jean Frédéric Krieg, né le 21 juin 1730 à Lahr en (Brisgau), mort le 30 janvier 1803 à Bar-sur-Ornain (Meuse), est un général allemand de la Révolution française.

## États de service
Il entre au service de la France à l’âge de seize ans, et il fait toutes les campagnes de la guerre du Hanovre avec le maréchal de Saxe. Il est nommé capitaine de cavalerie à la bataille de Rossbach le 5 novembre 1757, où il reçoit sept blessures.
Le 1er août 1759 il passe major à la bataille de Minden, et il participe à l’affaire de Clostercamp le 15 octobre 1760, où il est fait prisonnier. 
En 1782, il commande une batterie flottante pendant le siège de Gibraltar. De retour en France, il est affecté au régiment de Nassau, puis il devient aide de camp du général Wimpffen. En 1792, il commande en second la place de Thionville lors du siège cette ville.
Il est nommé chef de brigade le 8 mars 1793 au 91e régiment d’infanterie de ligne. Il est promu général de brigade le 15 mai 1793, et général de division le 30 septembre 1793, commandant de la place de Metz. Arrêté peu de temps après, il est emprisonné à Paris pour quinze mois.
Il est remis en liberté après le 9 thermidor an II (26 juillet 1794), et il prend la tête d’une armée destinée à la Guerre de Vendée. En 1795, il devient commandant en chef de Paris, et il obtient sa retraite en 1797.
Il meurt le 30 janvier 1803, à Bar-sur-Ornain.